# Grohote
Grohote je največje naselje na otoku Šolta (Hrvaška) in upravno središče občine Šolta, ki je del Splitsko-dalmatinske županije.

## Geografija
Kraj, ki je gospodarsko in upravno središče Šolte, leži v notranjosti, na severovzhodnem delu otoka, ob glavni otoški cesti, ki povezuje Stomorsko z Maslinico. Iz naselja pelje  krajša okoli 1,5 km dolga cesta proti krajevnemu pristanu v obalnemu naselju Rogač.

## Demografija
| Pregled števila prebivalcev po letih | Pregled števila prebivalcev po letih | Pregled števila prebivalcev po letih | Pregled števila prebivalcev po letih | Pregled števila prebivalcev po letih | Pregled števila prebivalcev po letih | Pregled števila prebivalcev po letih | Pregled števila prebivalcev po letih | Pregled števila prebivalcev po letih | Pregled števila prebivalcev po letih | Pregled števila prebivalcev po letih | Pregled števila prebivalcev po letih | Pregled števila prebivalcev po letih | Pregled števila prebivalcev po letih | Pregled števila prebivalcev po letih | Pregled števila prebivalcev po letih |
| ------------------------------------ | ------------------------------------ | ------------------------------------ | ------------------------------------ | ------------------------------------ | ------------------------------------ | ------------------------------------ | ------------------------------------ | ------------------------------------ | ------------------------------------ | ------------------------------------ | ------------------------------------ | ------------------------------------ | ------------------------------------ | ------------------------------------ | ------------------------------------ |
| 1857                                 | 1869                                 | 1880                                 | 1890                                 | 1900                                 | 1910                                 | 1921                                 | 1931                                 | 1948                                 | 1953                                 | 1961                                 | 1971                                 | 1981                                 | 1991                                 | 2001                                 | 2011                                 |
| 750                                  | 870                                  | 944                                  | 1160                                 | 1362                                 | 1245                                 | 1212                                 | 1269                                 | 996                                  | 992                                  | 913                                  | 712                                  | 619                                  | 631                                  | 425                                  | 441                                  |

## Gospodarstvo
Prebivalci se v glavnem ukvarjajo z poljedelstvom, tudi s pomorstvom in do nedavnega tudi s proizvodnjo apna.

## Zgodovina
Severno od naselja na lokaciji Brda so pri arheoloških izkopavanjih odkrili predmete iz bronaste dobe.
V samem naselju so bili najdeni ostanki rimskih zgradb in mozaikov. V župnijski cerkvi so vidni ostanki temeljev tri ladijske starokrščanske bazilike sv. Stepana postavljene v obdobju med 6. in 7. stoletjem.
Sredi vasi stoji obrambni stolp postavljen v 17. stoletju. Nedaleč stran od naselja pa gotska cerkev sv. Mihovila postavljena v 14. stoletju, v kateri so freske iz istega obdobja.